# Aglais brunneoviolacea
Aglais brunneoviolacea är en fjärilsart som beskrevs av Raynor 1909. Aglais brunneoviolacea ingår i släktet Aglais och familjen praktfjärilar. Inga underarter finns listade i Catalogue of Life.